# 베이징 올림픽 공원 양궁장

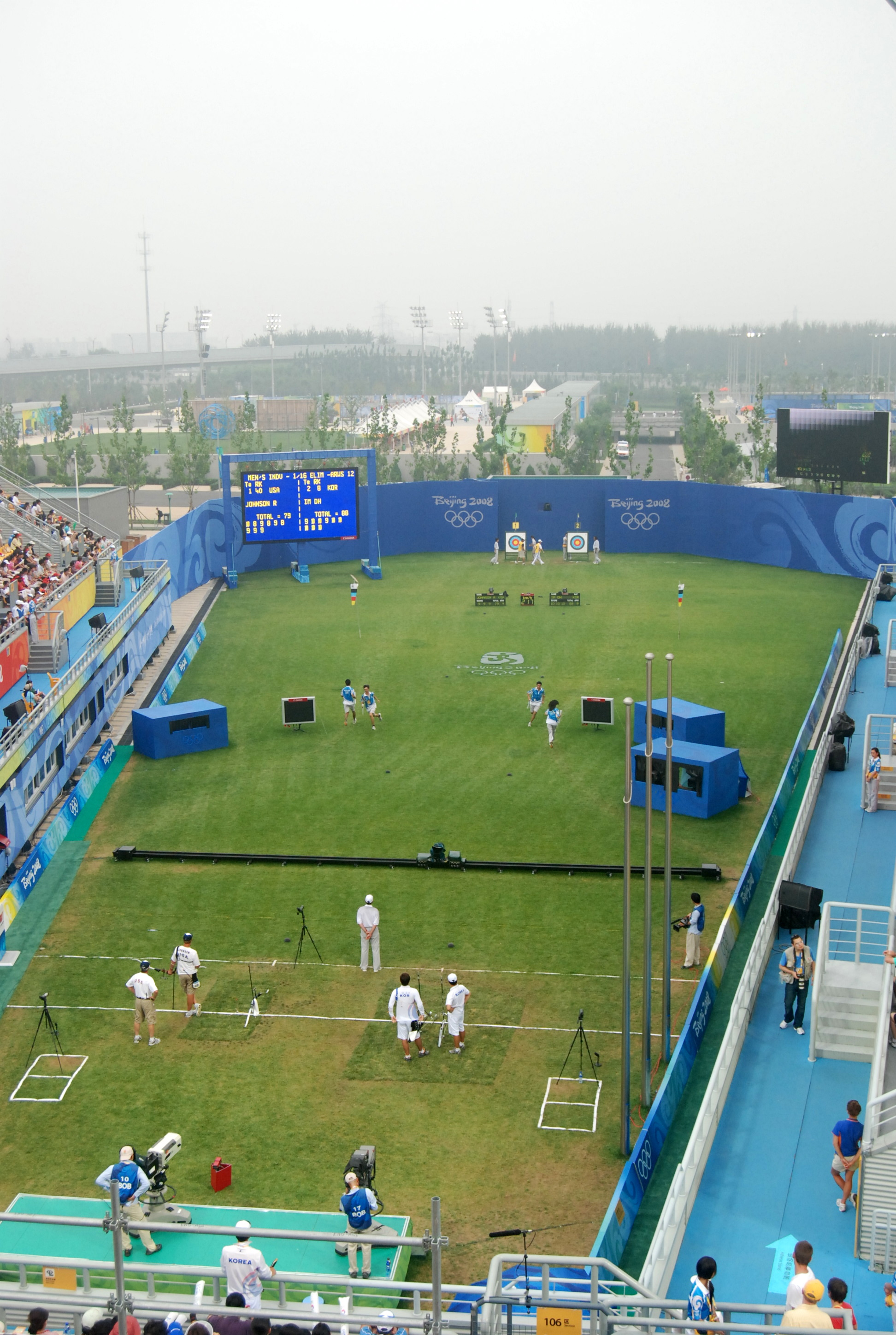
베이징 올림픽 공원 양궁장

베이징 올림픽 공원 양궁장(중국어: 北京奥林匹克公园射箭场, Olympic Green Archery Field)는 2008년 하계 올림픽을 위한 양궁 경기장이다. 9개의 올림픽 임시 경기장 중 하나이다.
건축면적은 8609 제곱미터이다. 관중석은 5000석이다. 관중석은 "V" 자 형으로 배치되어 있다. 높은 관중석에서 양궁장을 내려다 볼 수 있다. 좌석 색깔은 노란색이다.
2022년 기준, 2022년 동계 올림픽 스피드스케이팅 종목의 경기장인 베이징 국가 스피드 스케이팅 체육장이 준공되어 운영 중이다.

## 같이 보기
- 베이징 국가 스피드 스케이팅 체육장